# Озёры
Озёры — город в Московской области России. Входит в городской округ Коломна. Население — 23 826 чел. (2024).

## География
Город расположен в 125 км к юго-востоку от Москвы (по автодороге М5 — 126 км от МКАД и 132 по М4), в небольшой котловине на левом берегу Оки в районе Окско-Московской равнины, вытянут вдоль Оки на 7 км и окружён естественными хвойными и смешанными лесами. Город и его окрестности изобилуют мелкими озёрами (крупнейшее — озеро Песочное; также есть довольно крупные Нижнее озеро (в старину упоминается как Марьино)  на юге), речками и прудами.

### Климат
Преобладает умеренно континентальный климат. Июль самый тёплый месяц в году со средней температурой 18,5°С. Январь самый холодный месяц в году со средней температурой -10,7°С.
Среднегодовое количество осадков — 575 мм.

## История

### Становление города
Первоначально на месте города была деревня Озерок (или Озерки), получившая название от множества небольших озёр, изобилующих в этом месте Окской поймы. Первые поселенцы появились у озера Нижнее (другое название — Марвинское). Самые старые упоминания о деревне Озерки встречаются в писцовой книге за 1588 год.
До 1917 года Озерки административно подчинялись Горской волости Коломенского уезда Московской губернии, с волостным центром в селе Горы (ранее Горки).
В 1834 году две семьи местных зажиточных крестьян — Моргуновы и Щербаковы — построили первые бумаготкацкие и отделочные мануфактуры, которые стали источником развития Озерков.
В 1851 году была построена церковь, и деревня была преобразована в село. К концу XIX века мануфактуры разрослись в большие механизированные текстильные фабрики, благодаря которым население быстро увеличивалось за счёт притекавших на работу женщин со всей центральной России.
За 10 лет (с 1880 по 1890 годы) количество фабричных рабочих увеличилось в 5 раз, почти до 6 тыс. человек. К революции 1917 года Озерки значились в списке важнейших промышленно-торговых центров Московской губернии.

### Советский период
В октябре 1917 года в Озерках был сформирован Совет рабочих и крестьянских депутатов, и село впервые стало уездным административным центром, которому подчинили 5 волостей, ранее входивших в Коломенский уезд.
В 1921 году село постановлением Московского совета рабочих, солдатских и крестьянских депутатов от 1 декабря 1921 года было преобразовано в фабрично-заводской (рабочий) посёлок, а постановлением Президиума Коломенского исполкома Р. С. и К. депутатов от 6 октября 1924 года фабрично-заводской посёлок (рабочий) причислен к городским поселениям — что произошло благодаря усилиям тогдашнего председателя сельсовета И. И. Володина, стремившегося таким образом спасти местных хозяев от раскулачивания.
На 6 мая 1925 года Моссоветом уже было решено признать Озёры городом, ожидалось только утверждение этого решения со стороны ВЦИК. В этот период среди некоторой части населения зародилось недовольство, продиктованное лишением привилегий для сельского населенного пункта, в частности лишение надельного леса. Данная группа жителей именовала себя "коренными" (160 домохозяев), и 6 мая 1925 года провела общее собрание коренного населения Озерского земельного сельского общества, где выразили желание отменить изменения 1921 года: отменить преобразование Озёр в фабрично-заводской (рабочий) посёлок и восстановить село и Озёрский сельсовет. В организации Озёрского сельсовета было отказано, поскольку крестьянское население участвовало в выборах в Горсовет, и в президиуме присутствовал представитель от крестьян, а также отдавался приоритет фабрично-заводской траектории развития Озёр, а не сельской .
17 августа 1925 года Озёрам декретом ВЦИКа был присвоен статус города и современное название, председателем горсовета стал И. И. Володин. С тех пор этот день отмечается как День города.
В 1929 году Озёры становятся административным центром Озёрского района, образованного из части Коломенского уезда Московской губернии и части Зарайского уезда Рязанской губернии.
Постановлением ВЦИК от 10 марта 1932 года в черту города Озёры было включено селение Болотово с усадебными участками.
За счёт текстильных мануфактур, преобразованных в фабрики, национализированных в годы революции и в дальнейшем преобразованных в хлопчатобумажный комбинат «Рабочий» с собственными рабочими общежитиями, город продолжал расти, а комбинат стал градообразующим предприятием. Активное привлечение новых работниц на комбинат со всей России привело к тому, что основную часть населения города составляли женщины (до 8/10 населения).
Во время Великой Отечественной войны линия фронта почти дошла до Озёр — позиции немецких войск находились на противоположном, высоком, берегу Оки, что позволяло бомбить и обстреливать весь город, но форсировать Оку немцам не удалось и захвачен город не был.
После войны в городе было построено второе промышленное предприятие — «Озёрский механический завод», производивший оптические приборы по заказу Минобороны СССР. Благодаря привлечению на завод специалистов с высшим образованием немного улучшился социальный и гендерный состав населения — доля женщин упала до 6/10.
В 1990 году город причислен к историческим городам Московской области.
В 1990-е годы механический завод и текстильный комбинат пришли в полный упадок, были приватизированы и распроданы по частям, после чего полностью прекратили существование.

### Современный период
В 2015 году город был отнесён к категории города областного подчинения Московской области. Озёрский муниципальный район преобразован в городской округ Озёры, центром которого стал город. Административным центром городского округа Озёры пробыли до 6 октября 2020 года, после чего городской округ Озёры был объединён с Коломенским городским округом в Городской округ Коломна.
13 ноября 2020 года был внесён на рассмотрение законопроект об изменении категории города Озёры на категорию города, административно подчинённого городу областного подчинения. 10 декабря 2020 года закон был подписан.

## Население
| 1852    | 1859    | 1926    | 1931    | 1939    | 1959    | 1967    | 1970    | 1979    | 1989    |
| ------- | ------- | ------- | ------- | ------- | ------- | ------- | ------- | ------- | ------- |
| 1005    | ↗1197   | ↗14 131 | ↗18 800 | ↗22 629 | ↗24 786 | ↗26 000 | ↗26 121 | ↗26 734 | ↗28 215 |
| 1992    | 1996    | 1998    | 2001    | 2002    | 2003    | 2005    | 2006    | 2007    | 2009    |
| ↗28 500 | ↘28 200 | →28 200 | ↘27 700 | ↘25 704 | ↘25 700 | ↗25 900 | ↗26 000 | ↗26 100 | ↘25 890 |
| 2010    | 2011    | 2012    | 2013    | 2014    | 2015    | 2016    | 2017    | 2018    | 2019    |
| ↘25 800 | →25 800 | ↘25 728 | ↘25 642 | ↗25 721 | ↗25 891 | ↘25 651 | ↘25 524 | ↘25 359 | ↘25 012 |
| 2020    | 2021    | 2023    | 2024    |         |         |         |         |         |         |
| ↘24 653 | ↘24 359 | ↘23 966 | ↘23 826 |         |         |         |         |         |         |

На 1 января 2025 года по численности населения город находился на 579-м месте из 1124 городов Российской Федерации.

## Транспорт
Город находится в стороне от федеральных автотрасс, на областной дороге, между городами Коломна и Ступино.
В город ведёт тупиковая неэлектрифицированная железнодорожная ветка длиной 39 км, которая начинается от линии Москва — Рязань со станции Голутвин) в Коломне, а её конечная станция — Озёры. Действует сообщение дизель-поездами серии РА3 между станциями Голутвин и Озёры (4-5 пар в сутки). С Москвой связан также автобусными маршрутами № 331 (метро «Котельники» — Озёры) и № 334о (метро «Домодедовская» — Озёры). Действуют автобусные маршруты, связывающие Озёры с соседними городами: Коломна (маршруты № 22 и 29), Кашира (№ 36), Зарайск (№ 43), Ступино (№ 58).
В городе действуют три автобусных маршрута (№ 2, 3, 4), охватывающие весь город. В период весенней распутицы, когда не работает понтонный мост, и маршруты автобусов из Каширы (№ 36), Зарайска (№ 43), Редькино (№ 37), Сосновки (№ 49) и Фроловского (№ 53) укорачиваются до Клишино, назначается маршрут Озёры (автостанция) — Мост, откуда пассажиров переправляют катером в Клишино.

## Районы
Территория города традиционно делится на районы:
- Катюшино поле
- Совхоз Озёры
- Центр
- Микрорайоны 1-й, 1-й (а), 2-й
- Рогово поле
- Высокое поле
- Жилкоп
- Болотово
- Красные Озёры
- квартал «Текстильщики»
- Литерные дома(Центр)
- Бабурино
- Комарёво
- Тарбушево
- Клишино
- Смедово
- Емельяновка
- Редькино

## Экономика
Основные промышленные предприятия города:
- ОАО «Кондитерский комбинат „Озёрский сувенир“» (производство конфет и кондитерских изделий)
- ЗАО «Озёрская промышленная компания» (производство промышленных холодильников и торговых холодильных витрин)
- ООО «Стар-Натурдарм» (производство натуральных колбасных оболочек из животных кишок)
- ООО «ОМЗ» Озёрский механический завод (обработка металлических изделий)
- ООО «ПроектСервис« Производственное предприятие жестяных банок.
- ОАО «ЛЗОС» филиал Лыткаринского завода оптического стекла

Инфраструктурные предприятия:
- ООО «Рустелеком» — интернет-провайдер
- МП «Теплосеть» — производство тепла
- МП «Водоканал» — водоснабжение города
- МП «Озёрское городское кабельное телевидение» — местное телевидение
- ООО «Морожель»— оптовая реализация замороженных продуктов
- Пансионат с лечением «Ока» — отдых, лечение
- Санаторий «Озёры» — лечение

Бывшее градообразующее предприятие «Текстильный комбинат „Рабочий“» (с 1991 года ЗАО «Текстильная фирма „Ока“») полностью прекратил существование. Сейчас на его территории реализуется проект «Индустриальный парк Озёры».

## Достопримечательности
- Городище средневекового города Ростиславль XII—XVII веков. Сохранились крепостные валы, кладбище и основания построек. Ведутся раскопки.
- Архитектурно-парковый ансамбль Сенницы (XVI—XVII вв.) графа Келлера (в парке свыше 300 видов деревьев и каскадная система прудов XIX века).
- Краеведческий музей им. А.П. Дорониной.
- Памятник природы «Нагорная дубрава» (сохранился реликтовый дубовый лес, площадь 90 га).
- Троицкая церковь (построена в 1851 году).
- Дом Фабриканта М. Ф. Щербакова (вторая половина XIX века). Частично сохранились в первозданном виде фасад здания, кованые лестницы и балконы (переулок Советский д.3).
- Дом сыновей М. Ф. Щербакова (начало XX века). Занесён в реестр памятников архитектуры (ул. Ленина д.41).
- Смедовская долина.

## Средства массовой информации города
Печатные
- газета «Заря» (выходит еженедельно, по четвергам)

Электронные
- «Радио Озёры» (филиал ГТРК «РТВ-Подмосковье»)
- «ОКТ» (МП «Озёрское Кабельное Телевидение»)